# Cei care au rămas
The Remaining (Cei care au rămas) este un film american apocaliptic de groază  din 2014, regizat de Casey La Scala, care a scris scenariul împreună cu Chris Dowling. Filmul a avut o lansare limitată în cinematografe la 5 septembrie 2014 și prezintă un grup de prieteni care sunt forțați să-și examineze viața în timpul Apocalipsei, începând cu prima trâmbiță.

## Prezentare
Filmul începe cu un montaj de videoclipuri care înfățișează momentele fericite ale lui Skylar „Sky” și Dan împreună. În prezent, Skylar și Dan sunt la nunta lor. Tommy Covington filmează un documentar ca o favoare pentru Dan. În timpul nunții, Tommy ajunge într-un lift cu părinții lui Skylar, care sunt creștini. La un moment dat, aerul se răcește și părinții lui Skylar mor brusc, cu ochii albi. Când Tommy iese din lift, descoperă un haos general, deoarece alte persoane au căzut moarte cu aceiași ochi albi. În timp ce Tommy și Jack ies din clădire pentru a cerceta cauza unui cutremur, descoperă orașul în flăcări în timp ce avioanele cad din cer și explodează la impact.
Când fug înapoi în clădire pentru a găsi o cale mai sigură de ieșire, un sunet foarte puternic, asemănător unei trâmbițe, răsună în întreaga clădire. Apoi, încep lovituri puternice de tunete și fulgere intense. Când Tommy, Dan, Skylar și Jack ies din clădire în siguranță, Skylar crede că a început Răpirea, deoarece credincioșii au fost răpiți, iar cei necredincioși au fost lăsați în urmă. Tommy respinge acest lucru, deoarece crede că ce se întâmplă acum are legătură cu știința. Skylar spune că trebuie să ajungă într-un loc sigur, deoarece evenimentele vor deveni din ce în ce mai rele odată cu trecerea timpului.
După aceea, cade grindină de dimensiuni monstruoase asupra orașului. Cei patru merg să caute adăpost într-o bibliotecă. Tommy o întâlnește pe Sam aici. Skylar găsește o Biblie și le spune lui Sam, Dan, Jack și Tommy un verset legat de Răpire, despre prima trâmbiță. Cei cinci se duc la o biserică din apropiere pentru a fi în siguranță. Lângă biserică, o ființă demonică o smulge pe Skylar din strânsoarea lui Dan, o ridică în aer și apoi o găsesc pe drum, dar grav rănită de entitate. La ușa bisericii, grupul este lăsat să intre și este dus la sanctuar de pastorul Shay.
În biserică, Jack o găsește pe Allison, în timp ce Dan încearcă să o consoleze pe Skylar. Când Tommy întreabă ce se întâmplă, Shay îi explică că a început Răpirea. Mai mulți supraviețuitori sunt lăsați să intre în biserică, o femeie dintre ei este însărcinată. Femeia naște un copil mort. Când Tommy întreabă de ce Dumnezeu îi ucide pe acești oameni, Shay îi explică că Dumnezeu răpește în Rai sufletele credincioșilor în timp ce le lăsă trupurile muritoare în urmă. Shay dezvăluie că el nu a fost răpit deoarece nu a avut o credință reală. Un alt supraviețuitor încearcă să intre în biserică, dar o ființă demonică îl ucide, în timp ce sparge o fereastră. Sam înregistrează cum Tommy îi lasă un mesaj de adio lui Allison. La știri se dezvăluie că Răpirea a avut loc în întreaga lume, copii, sugari și o parte din creștinii adulți fiind răpiți, oamenii de știință etichetându-l drept „sindromul morții subite”, de asemenea o vreme neobișnuită a început în întreaga lume. Tommy le arată lui Shay, Jack și Allison un videoclip în care Skylar este smulsă de forța necunoscută, Shay explicând că a sunat a cincea trâmbiță. Derulând cadru cu cadru, ei văd chipul demonic al unui înger căzut.
În timp ce Shay încearcă să întărească moralul și credința oamenilor, câțiva îngeri căzuți încep să atace biserica, forțându-i pe toți să fugă în subsolul bisericii. Shay se sacrifică pentru a-i salva pe ceilalți. Dimineața, Tommy, Jack, Sam, Allison și Dan o duc pe Skylar la un spital pentru a căuta medicamente s-o trateze, dar ea moare din cauza rănilor care conțineau un venin demonic puternic. Cu inima zdrobită, Dan îl înfruntă pe Dumnezeu dar este înțepat de un tentaculul unui demon și târât în cer. Allison este și ea ucisă.
După ce merg mai mult timp, Tommy, Jack și Sam ajung într-o tabără de ajutorare a civililor, aici Sam le arată un videoclip în care Allison îl alege pe Dumnezeu cu câteva clipe înainte de a fi ucisă. Îndurerat, Jack este botezat înainte de a fi ucis, iar demonii atacă tabăra în timp ce „Amazing Grace” se aude în difuzoare. Tommy își dă seama că demonii sunt atrași de credință. Sam îl alege pe Dumnezeu, iar ea și Tommy sunt uciși, în timp ce demoni coboară din cer.

## Distribuție
- Johnny Pacar⁠(d) – Tommy Covington
- Shaun Sipos⁠(d) – Jack Turner
- Bryan Dechart⁠(d) – Daniel „Dan” Gardener
- Alexa Vega⁠(d) – Skylar Chapman
- Italia Ricci⁠(d) – Allison
- Liz E. Morgan – Sam
- Kimberley Drummond – Lauren Neyland
- John Pyper-Ferguson⁠(d) – pastorul Shay
- Kim Pacheco – asistenta Rachel
- Luciana Kraus – Fata care împrăștie petale de flori la nuntă (nenenționată)

## Producție
La Scala a fost inspirat să creeze filmul în timp ce lucra la Amityville: Trezirea la viață⁠(d) și vizita platoul filmului Activitate paranormală: Cei însemnați, când s-a întrebat „Cum ar arăta o activitate paranormală globală?” După aceea, La Scala a început să cerceteze mitologiile pentru un nou film, bazându-se și pe propriile sale cunoștințe biblice din trecut. El a decis să „[urmeze] regulile Apocalipsei” și a încercat ca filmul să respecte punctul de vedere biblic.

## Lansare
Filmul a fost lansat în Statele Unite la 5 septembrie 2014. În săptămâna premierei, filmul a încasat 159.143 de dolari dintr-un total de 67 de proiecții. În a doua săptămână, numărul de proiecții a crescut la 85 și a adus 242.095 de dolari, o creștere de 52%. Filmul a câștigat intern un total de 1.109.157 de dolari americani. 
Filmul a fost lansat internațional în Filipine și în Mexic la 24 și, respectiv, 25 septembrie. În Argentina, Ecuador și Bolivia a avut premiera la începutul lunii octombrie.  Filmul a câștigat internațional un total de 573.627 dolari americani.
În 2019, filmul avea încasări globale de 2,3 milioane de dolari americani. 

## Recepție
Pe agregatorul de recenzii Rotten Tomatoes, filmul are un rating de aprobare de 60% pe baza a 10 recenzii, cu un rating mediu de 4,47/10.
Pe Metacritic, filmul are un scor mediu ponderat de 38 din 100, bazat pe 4 critici, indicând „recenzii în general nefavorabile”.
Revista Variety a avut opinii împărțite.  Common Sense Media⁠(d) și The Washington Post au apreciat negativ filmul. The Washington Post a dat filmului o jumătate de stea, scriind că „Există o problemă fundamentală aici. Filmul se bazează pe frica instinctuală a omului de moarte, dar mesajul său este că moartea este o promovare”.